# Happy Jack, a Hero
Happy Jack, a Hero è un cortometraggio muto del 1910 diretto da Frank Powell. Prodotto da D.W. Griffith e girato negli studi Biograph di Fort Lee, nel New Jersey, il film ha come direttore della fotografia Arthur Marvin, uno dei collaboratori fissi di Griffith. Mack Sennett appare nel ruolo del titolo, quello di Happy Jack.

## Produzione
Il film fu prodotto dalla Biograph Company.

## Distribuzione
Distribuito dalla General Film Company, il film - un cortometraggio della lunghezza di 175 metri - uscì nelle sale cinematografiche statunitensi l'8 dicembre 1910. Nelle proiezioni, veniva programmato con il sistema dello split reel, accorpato in un'unica bobina con un altro cortometraggio prodotto dalla Biograph, la commedia Turning the Tables.